# 約翰斯敦 (伊利諾伊州)
約翰斯敦（英語：Johnstown）是位於美國伊利諾伊州坎伯蘭縣的一個非建制地區。該地的面積和人口皆未知。

## 地理
約翰斯敦的座標為39°21′48″N 88°17′13″W / 39.36333°N 88.28694°W，而該地的平均海拔高度為190米（即623英尺）。